# Imagerie différentielle
L'imagerie différentielle est un ensemble de techniques consistant à faire la différence entre plusieurs images afin de réduire le bruit et augmenter le contraste dans celle-ci. L'imagerie différentielle est notamment utilisée en astronomie afin d'imager directement des objets peu lumineux.

## Principe général
Le but de l'imagerie différentielle est généralement de réduire le bruit de fond ou le speckle.

## Différents types

### Imagerie différentielle angulaire
L'imagerie différentielle angulaire (souvent ADI, de l'anglais angular differential imaging) est une technique qui consiste à exploiter le mouvement apparent des objets célestes dans le ciel (mouvement dû à la rotation de la Terre). Les télescopes modernes compensent habituellement ce déplacement, pour garder la mire alignée avec l'objet observé, mais garder l'instrument fixe et compenser la rotation par le calcul permet de mieux corriger la fonction d'étalement du point des perturbations atmosphériques. Avec une assez longue acquisition, on peut faire ressortir deux signaux : 
- D'une part, le signal fixe de l'étoile observée, en moyennant les images,
- D'autre part l'éventuel signal variable qui peut signaler une ou des planètes en orbite autour de l'étoile.

L'utilisation de l'imagerie différentielle angulaire permet d'améliorer le contraste : le rapport signal-sur-bruit peut être amélioré d'un facteur 30 par rapport à l'imagerie classique.

### Imagerie différentielle spectrale
L'imagerie différentielle spectrale (souvent SDI, de l'anglais spectral differential imaging) exploite la différence de spectre entre les planètes et les étoiles, et le fait que le speckle (tavelures) dépend de la longueur d'onde. Différentes images sont acquises dans différentes plages de longueur d'onde, et leur comparaison permet d'éliminer ou réduire les tavelures.